# McLaren 570S
La 570S est une supercar produite par le constructeur automobile britannique McLaren de 2015 à 2021.
Elle a été dévoilée en avril 2015 au New York International Auto Show.

## Présentation
La McLaren 570S fait partie de la gamme des Sports Series du constructeur anglais. Elle est appelée ainsi en référence à la puissance de son moteur de 570 chevaux suivi d'une lettre signifiant S pour Sport, GT pour GranTourisme et C pour Club. Elle existe en coupé et spider.

## Caractéristiques techniques

### Motorisations

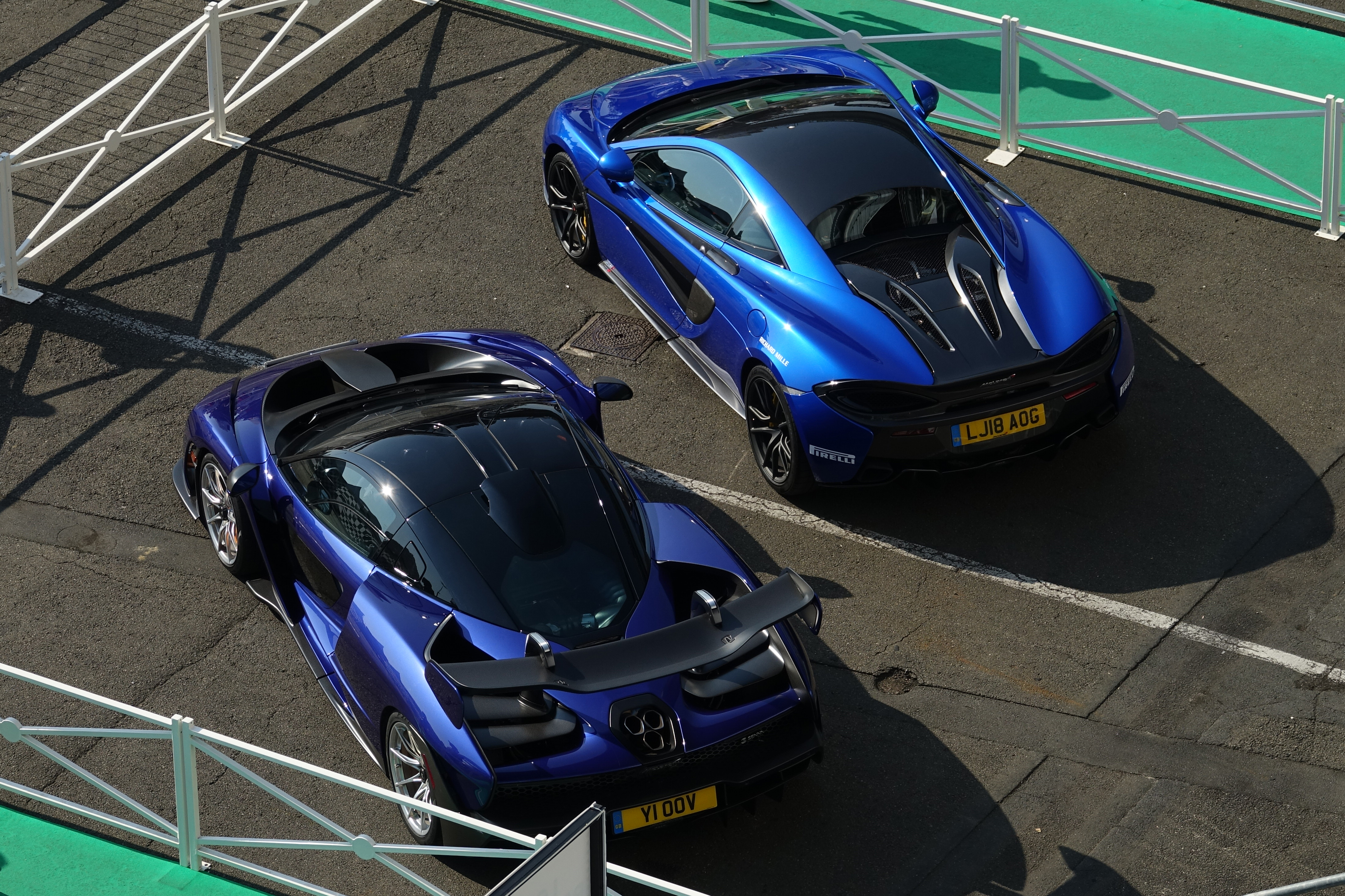
McLaren 570S et McLaren Senna.

La McLaren 570s est motorisée par un V8 biturbo de 570 chevaux (comme son nom l’indique) limité à 8 500 tr/min et développant un couple de 600 N m.

### Finitions
- Design Editions

## Versions

### 570GT

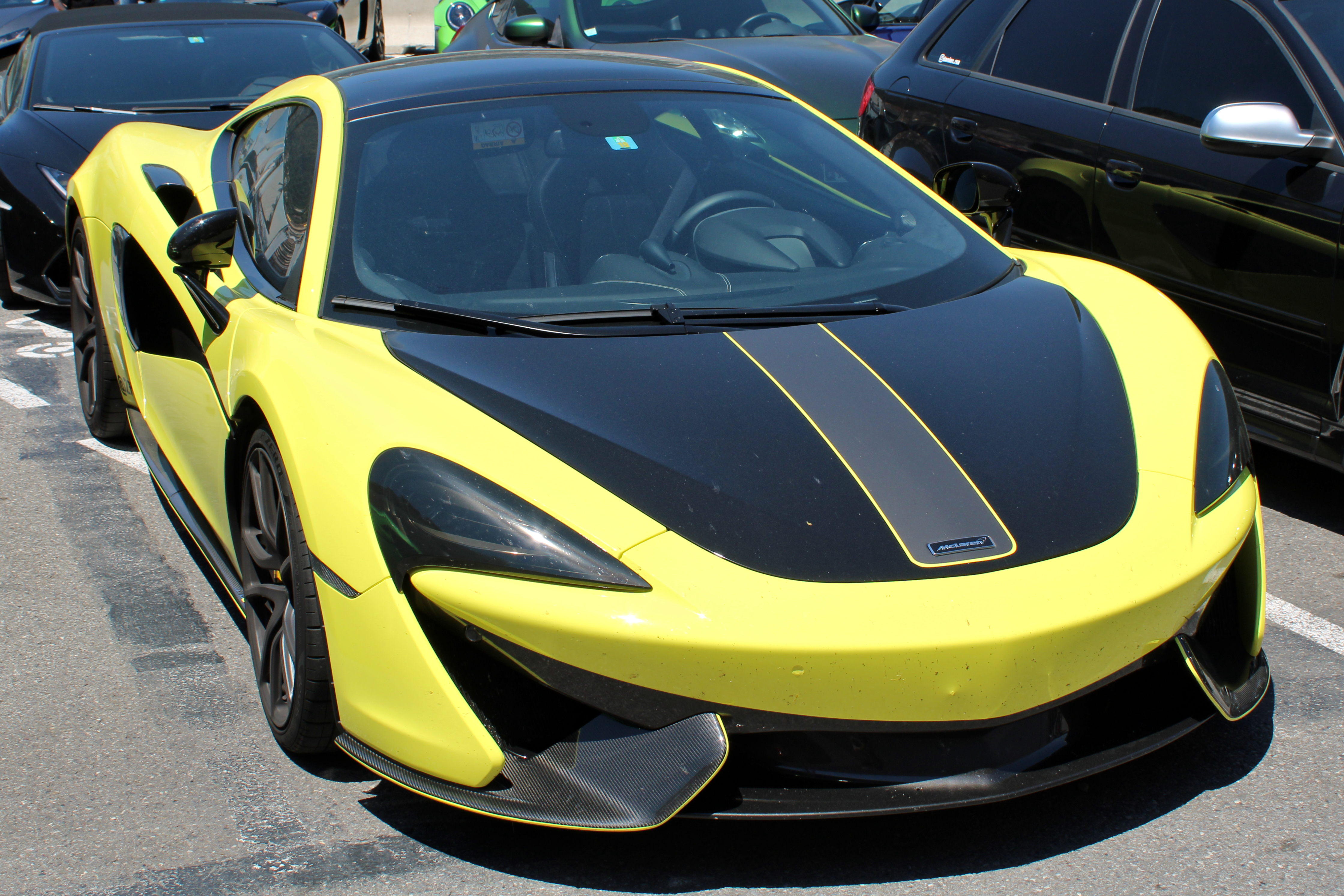
McLaren 570GT.

Au salon de Genève 2016, McLaren dévoile la 570GT, version plus luxueuse de la 570S, dotée d'un second coffre.

### 570S Spider

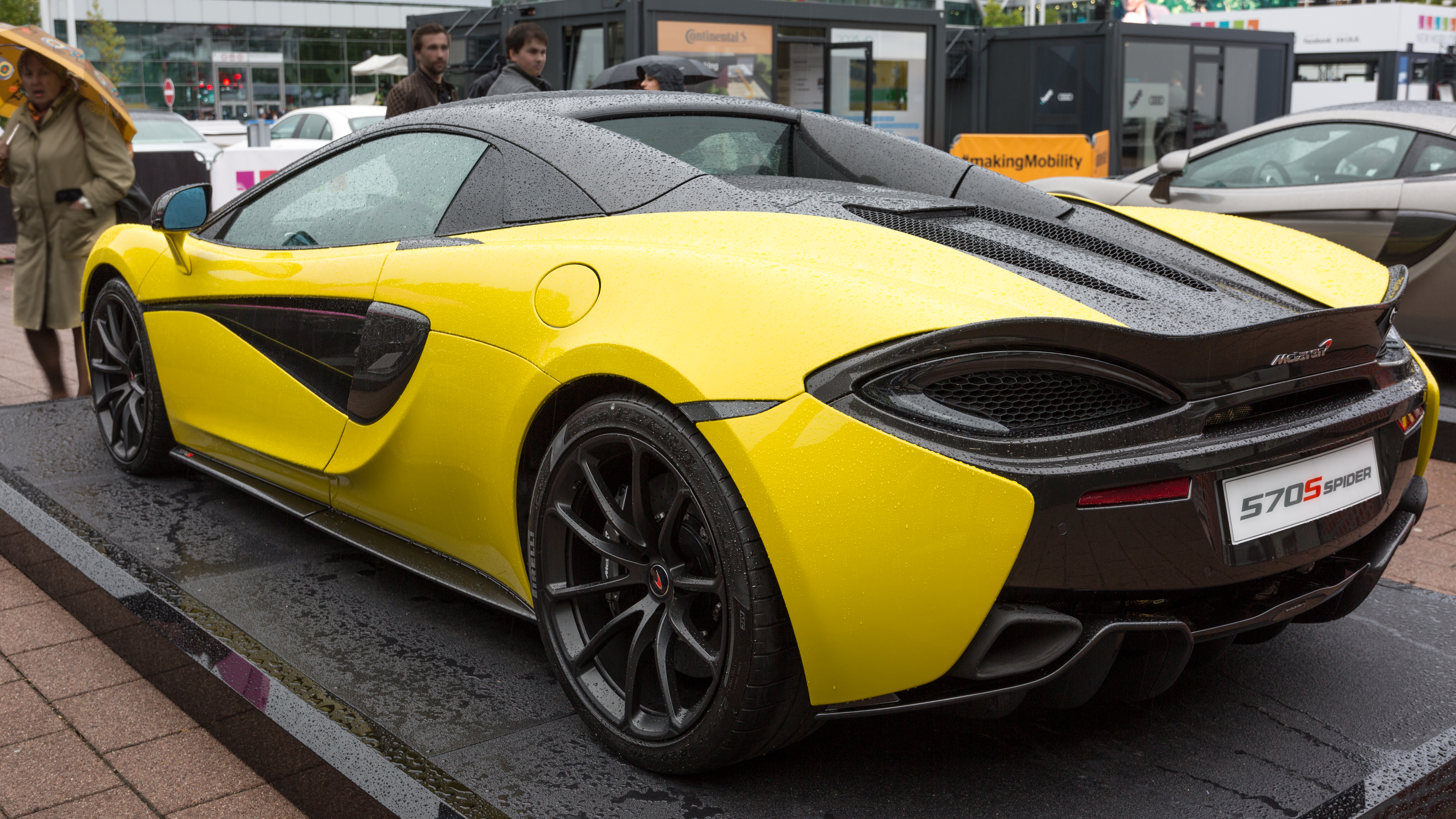
570S Spider.

En juin 2017, la 570S se décline en version Spider qui reprend les mêmes caractéristiques techniques que le coupé.

### 570S GT4

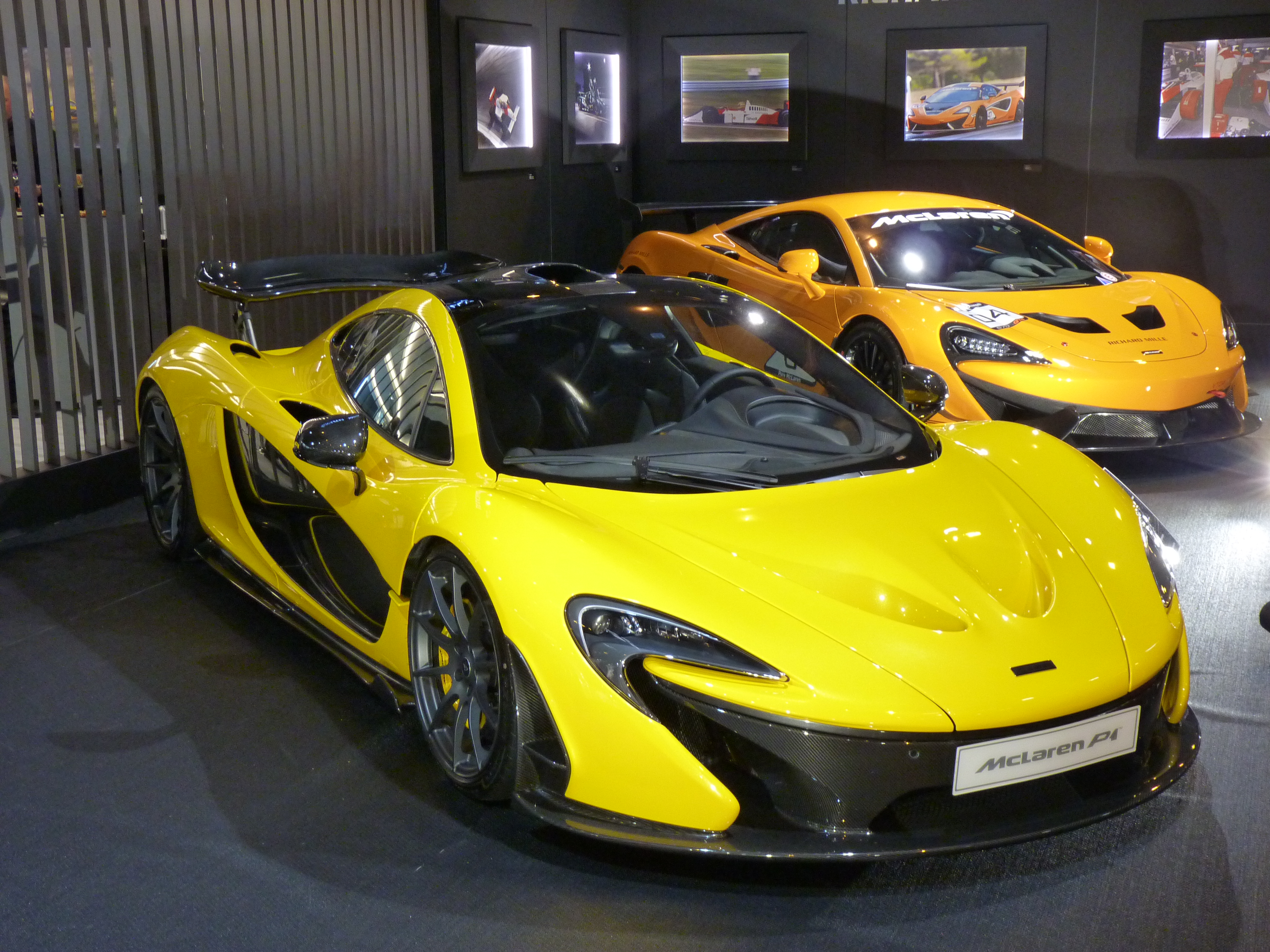
McLaren P1 et 570S GT4 derrière.

En mars 2016, apparaît la 570S GT4, une autre version circuit de la 570S. Elle reprend le moteur de la supercar originelle.

#### Séries spéciales
- 570S Commemorative Edition (3 exemplaires, pour fêter les 3 ans de McLaren en Chine).

## Dérivés

### 540C

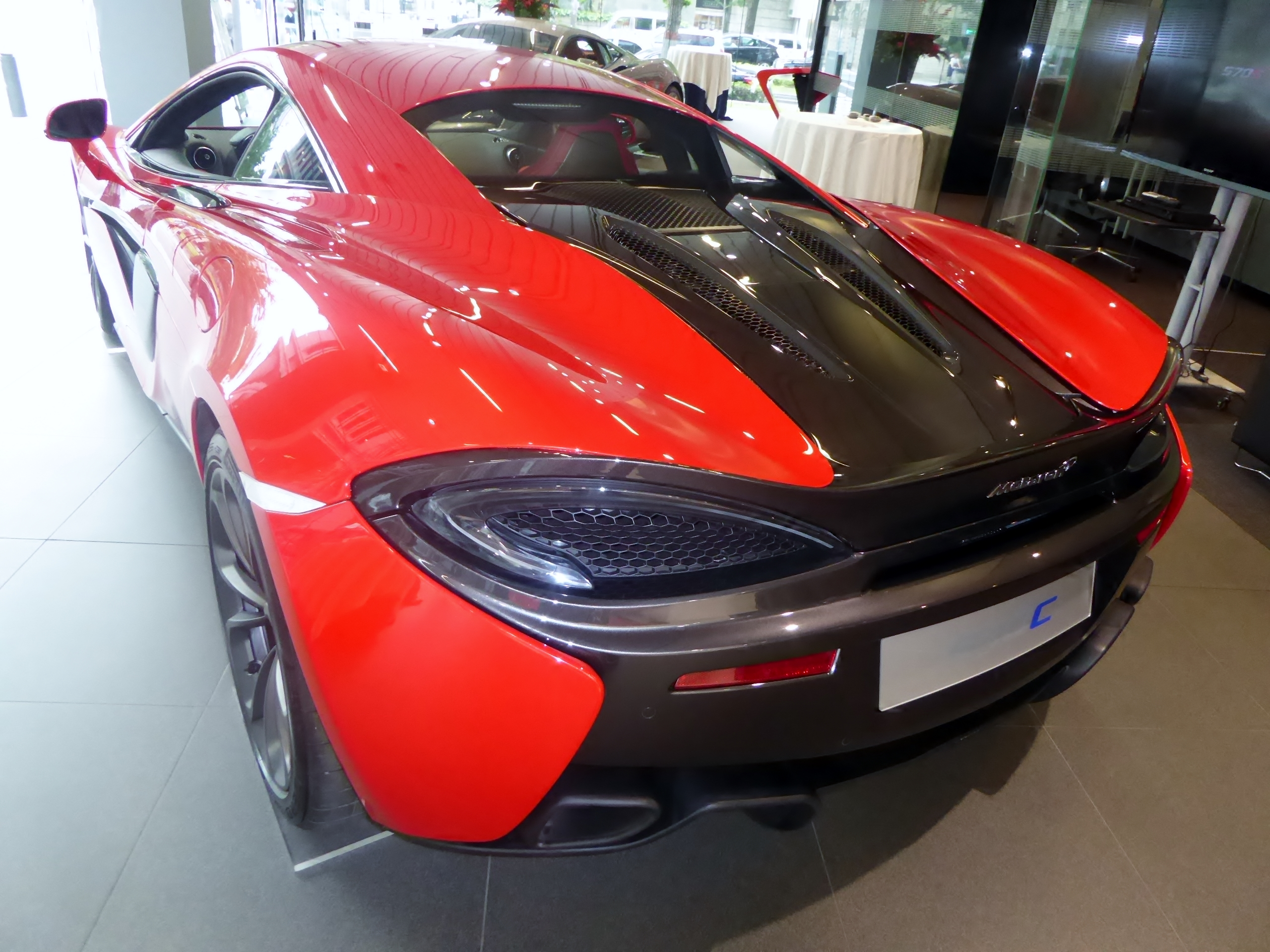
L'arrière de la 540C.

La 540C est la version d'entrée de gamme des Sports Series. Elle est une version simplifiée de la 570S, dotée du même moteur dégonflé à 540 chevaux et commercialisée un mois après la 570S. Elle est moins équipée que son aînée, et se passe donc de certains équipements comme les freins carbone-céramique, la suspension à régulation hydraulique ou encore l'aileron rétractable. Par rapport à la 570S, sa carrosserie est spécifique avec un spoiler avant simplifié, des jupes latérales affinées, et un diffuseur arrière allégé.

### 600LT
En juin 2018, McLaren présente la 600LT, une version exclusive et radicale sur base de 570S. Elle se démarque par une carrosserie en fibre de carbone reprise de la P1, un diffuseur arrière, un aileron arrière fixe et un moteur V8 3.8 de 600 ch.

### 620R
En décembre 2019, McLaren dévoile la 620R, version homologuée route de la 570S GT4 de compétition, produite en série limitée à 350 exemplaires.